# Metatinea nana
Metatinea nana är en fjärilsart som beskrevs av Petersen 1973. Metatinea nana ingår i släktet Metatinea och familjen äkta malar.
Artens utbredningsområde är Afghanistan. Inga underarter finns listade i Catalogue of Life.